# Mohammad Nassiri
Pour les articles homonymes, voir Nassiri.
Mohammad Nassiri Seresht (en persan : محمد نصیری سرشت), né le 1er octobre 1945, est un ancien haltérophile iranien. Il a été plusieurs fois médaillé aux Championnats du monde d'haltérophilie et il a obtenu trois médailles olympiques, une lors de chaque jeu disputé.

## Palmarès et records

### Jeux olympiques d'été
- Jeux olympiques d'été de 1968 à Mexico,  Mexique
  -  Médaille d'or de la catégorie des moins de 56 kg
- Jeux olympiques d'été de 1972 à Munich,  Allemagne
  -  Médaille d'argent de la catégorie des moins de 56 kg
- Jeux olympiques d'été de 1976 à Montréal,  Canada
  -  Médaille de bronze de la catégorie des moins de 52 kg

### Championnats d'Asie
- Championnats d'Asie d'haltérophilie 1971 à Manille,  Philippines
  -  Médaille d'or de la catégorie des moins de 56 kg

## Sources
- (en) Cet article est partiellement ou en totalité issu de l’article de Wikipédia en anglais intitulé « Mohammad Nassiri » (voir la liste des auteurs).